# Заре
Заре (вірм. Զարե) — вірменський радянський художній фільм 1926 року кінорежисерів Амо Бек-Назаряна і Арменак Даніеляна.

## Сюжет
Фільм розповідає про життя курдів, які кочували в Закавказзі, про їх боротьбу з царськими чиновниками. Одним з курдських племен, яке розкинуло свої шатри на схилах Арарату і Алаґяза, править Меджід-ага. Бідняки стогнуть: син Меджід-ага, Тімур-бек, дика, буйна і пихата натура давить їх поборами. Тімуру сподобалася Заре, наречена пастуха Сайдо. Тімур не звикся думати довго. Але сватання його відхиляв батько Заре. Тоді Тімур вирішив прибрати зі своєї дороги Сайдо.
То був час війни. За допомогою приставів формувалися з курдів «добровольні» загони. Серед «добровольців» стараннями Тімура виявився і Сайдо. Але Сайдо біг, щоб у потрібну хвилину бути біля нареченої. І в бою із слугами бека, який напав на рідних Заре, він був важко поранений. Тімур викрав Заре. Заре в руках Тімура. В день весілля вона зважилася на останній крок. Вона дає беку ляпас, ляпас жінки, якою не знесе жоден курд. І Тімур мстить. Він обмовляє Заре перед гостями, присутніми на весільному бенкету, заявляючи, що наречена його не є невинною. Заре проклята, до Заре не протягується жодна рука допомоги, окрім руки Сайдо. Рука в руку, вони покидають рідне плем'я, щоб шукати нових вільних людей і будувати щастя.

## Актори
- Марія Татевосян — Заре
- Грачья Нарсесян — Сайдо
- Авет Восканян — Сло
- Ольга Гулазян — Лятіф-Ханум
- Михайло Манвелян — Мсто
- Ніна Манучарян — Нано
- Амбарцум Хачанян — Хдо
- Мікаел Каракаш — Тімур-бек
- Арам Амірбекян — писар
- Шота Гурамашвілі — офіцер поліції
- Амасій Мартіросян — Zurba
- М. Агмалов — Шейх
- Н. Баррес — глава повіту
- Н. Агамбекян — подруга Заре
- С. Геворкян — дружина Зурби
- А. Тер-Мкртчян — Джемал
- А. Чобанян — Надо